# Konrad von Megenberg
Konrad von Megenberg,  auch Konrad von Mengelberg, Conrad Mengelberger, Conrad Mengenberger sowie latinisiert (als „Konrad von Mägdeberg“) Conradus de Montepuellarum (* 1309 in Mäbenberg zu Georgensgmünd bei Nürnberg; † 11. April oder 14. April 1374 in Regensburg) war ein deutscher Weltgeistlicher und Autor von 22 lateinischen Schriften, die hagiographische, theologische, moralphilosophische und vor allem in seinem Hauptwerk Buch der Natur naturkundliche Themen behandeln.

## Leben
Konrad von Megenberg wurde als Sohn eines Ministerialen geboren und kam im Alter von sieben Jahren als Schüler nach Erfurt. Später gab er dort Nachhilfestunden und verdiente sich so seinen Lebensunterhalt. Er erhielt eine Stelle als Lektor im zisterziensischen Kollegium St. Bernhard, die es ihm ermöglichte ein Studium der Artes liberales an der Sorbonne in Paris zu absolvieren und einen Magistergrad zu erwerben. An der Universität von Paris lehrte er in den Jahren 1334 bis 1342. In dieser Zeit wurde er im Auftrag der anglikanischen Nation der Universität auch zweimal (1337 und 1341) zu Verhandlungen mit Papst Benedikt XII. zur Kurie nach Avignon geschickt.
Aufgrund eines akademischen Streits verließ er Paris und übernahm das Amt eines Rektors an der Stephansschule in Wien (aus dieser ging im Jahre 1365 die Wiener Universität hervor). Dabei stellte ihm die anglikanische Nation, der er in der Sorbonne angehört hatte, ein Empfehlungsschreiben für den Herzog von Österreich und den Rat der Stadt Wien aus.
Seine deutschen Werke hat er möglicherweise für die Stephansschule verfasst oder für Mitglieder des Wiener Hofs.
Konrad von Megenberg zog im Jahr 1342 nach Regensburg. Es war ihm schon 1341 im Zuge einer Reise nach Avignon ein Kanonikat in Regensburg angeboten worden, das er nun annahm. Er war zunächst an der Domschule als Lehrer tätig. Schon 1349 reiste er erneut nach Avignon und versuchte wohl, in die Dienste Kaiser Karls IV., Herzog Rudolfs IV. von Österreich oder des Kardinals und späteren Papstes Pierre Roger de Beaufort treten zu können, was ihm allerdings nicht gelang.
Im Jahr 1357 wurde er durch Vermittlung des Domdechants Konrad VI. von Haimberg (späterer Bischof von Regensburg) Dompfarrer von St. Ulrich, gab dieses Amt allerdings vier Jahre später wieder auf und lebte bis zu seinem Tod im Jahre 1374 als Domherr weiter in Regensburg. Begraben wurde er in der dortigen Dompfarrkirche Niedermünster. Ein von ihm gestiftetes Kirchenfenster im Regensburger Dom stellt seine Person dar.

## Werk
Konrads Werke gliedern sich in drei Schaffensphasen. Die Pariser Phase um 1337, die Wiener Phase sowie die Regensburger Phase von 1348 bis 1374. Insbesondere kann die Zeit von 1348 bis 1354 als seine produktivste bezeichnet werden. Während er an der Domschule unterrichtete, vollendete er Werke, die er in Wien begonnen hatte und verfasste weitere.

### Theologische, politische und moralphilosophische Schriften
Konrads von Megenberg politische Schriften Planctus ecclesiae in Germaniam und Tractatus de translatione imperii zeigen, dass er sich in den Auseinandersetzungen von Ludwig dem Bayern mit Papst Johannes XXII. nicht auf die Seite einer der beiden Parteien stellte, sondern eine Mittelstellung einnahm.
Seine theologische Schrift Lacrimae ecclesiae wendet sich gegen die Bettelorden und ist möglicherweise identisch mit dem Werk Tractatus contra mendicantes ad papam Urbanum V. Konrad nahm gegenüber den Franziskanern am Hof Ludwigs eine negative, nicht vor Satire zurückscheuende Haltung ein; dem am Hof tätigen Wilhelm von Ockham war er dabei besonders negativ gesinnt.
Ebenfalls von Konrad von Megenberg stammen einige bedeutsame kirchenrechtliche Schriften wie der Tractatus de arboris consanguinitatis et affinitatis, das Repertorium nuptiale, die Statuta et consuetudines capituli ecclesiae Ratisbonensis sowie der Tractatus de limitibus pariochialibus in Ratisbona.
Konrads Hauptwerk, neben dem wirkmächtigen Buch der Natur, sind seine moralphilosophischen Schriften, die Monastica oder Speculum felicitatis humane und vor allem seine äußerst umfangreiche enzyklopädische Yconomica (griechisch-lateinisch Oeconomica für „Ökonomik“). Darin formulierte Konrad von Megenberg unter anderem den Gedanken, dass ein Hausherr nicht nur über alle Dinge im Haushalt, sondern auch über die Hausfrau Macht haben solle, was auf die Paulus-Briefe des Neuen Testaments (an die Korinther und an die Epheser) zurückgeht („Der Mann aber ist des Weibes Haupt“) und später auch von der „Haussorge“-Kompilation  der pseudo-aristotelischen Schrift Oeconomica übernommen wurde.

### Naturwissenschaftliche Schriften

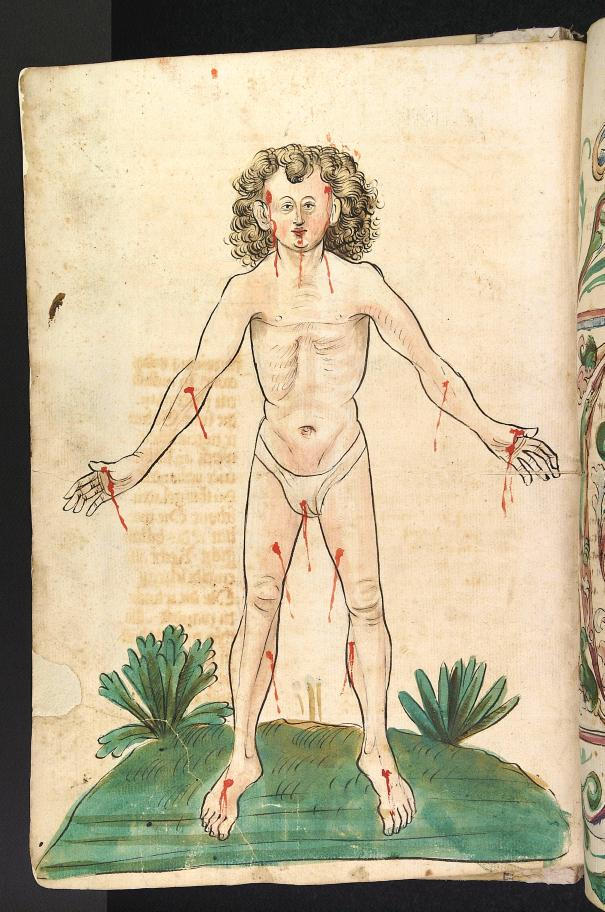
Aderlaßmännlein aus „Buch der Natur“

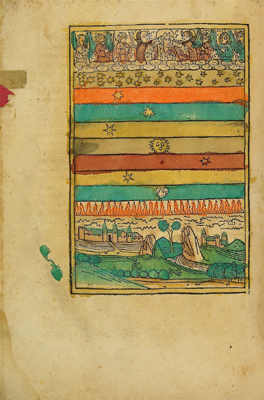
Kolorierter Holzschnitt aus einer Inkunabelausgabe des „Buchs der Natur“ von 1481

Seine deutschen Werke widmen sich naturwissenschaftlichen Themen und sind von ihm ausdrücklich für Laien geschrieben worden.
Im Jahre 1349 verfasste Konrad von Megenberg die Causa terre motus, eine Abhandlung über die Zusammenhänge von Erdbeben und Pestepidemien. Die Deutsche Sphaera ist eine Übersetzung von Johannes von Sacroboscos (ca. 1200–1256) Werk Sphaera mundi, welches im Mittelalter das Standard-Lehrbuch der Astronomie war.
In den Jahren 1348 bis 1350 schrieb Megenberg in Regensburg das Buch der Natur (oder: das Buch von den natürlichen Dingen), welches als das „erste systematisierte deutschsprachige Kompendium des Wissens über die geschaffene Natur“ angesehen wird. Bei dem Buch handelt es sich vorwiegend um eine Übersetzung mit nachträglichen, redigierenden Bearbeitungen der lateinischen Schriften (Liber de natura rerum) des Dominikaners Thomas von Cantimpré (* 1201 † 1270), ( Schüler von Albertus Magnus). Schon 1360 erschien eine überarbeitete Fassung des Buches, das mit 80 Abschriften zu einem der  populärsten naturkundlichenen Büchern der Zeit wurde, zumal Megenberg auch eigene Erkenntnisse, Beobachtungen und Erfahrungen zu Tieren, Pflanzen und Kräutern, zu Gewässern und Wetterereignissen beschreibt und dabei nur selten dem Aberglauben Raum gibt.
Ab dem 15. Jahrhundert erschienen in Augsburg sogar mit Holzschnitten illustrierte Druckfassungen, des Buches der Natur, darunter auch solche mit dem Bild des Autors im Titelholzschnitt. als Quelle und bezieht sich darin auch auf den Gelehrten Albertus Magnus. Es erlangte große Bedeutung und Verbreitung und wurde noch in den Jahren 1536 und 1540 in Frankfurt als Naturbuch nachgedruckt.

### Rezeption
Abgesehen vom Buch der Natur erlangten die Schriften Konrads von Megenberg vermutlich keine große Verbreitung. Von den meisten Texten sind nur der Titel oder aber ein bis höchstens drei Handschriften erhalten. Ausnahmen bilden hier das Tractatus de limitibus parochiarum civitatis Ratisponensis mit neun und die Deutsche Sphaera mit zehn Handschriften.

## Trivia
Der Name Konrads von Megenberg wurde zwischen 1337 und 1338 in Paris zu Conradus de Montepuellarum latinisiert (übersetzt „Berg der Mädchen“), aufgrund von Problemen der Artikulation.
Weitere außerliterarische Zeugnisse Konrads sind sein Siegel mit Wappen, welches aus einem geteilten Schild besteht, wobei im oberen Abschnitt drei Frauenbüsten abgebildet sind. Im unteren Abschnitt ist ein Dreiberg dargestellt, auf welchem ein dreiästiger Eichenzweig mit jeweils einem Blatt auf jedem Zweig sprießt.
Außerdem existiert ein Bildnis Konrads auf einem Glasfenster im Regensburger Dom. Im Augustinerkloster Regensburg wird Konrad auf zwei Bildnissen mit der Aufschrift „Conradus de Frauenberg“ abgebildet. Ferner existiert in Regensburg eine Maidenbergstraße, welche nach ihm benannt wurde. Obwohl weitläufig die Annahmen bestehen, Konrad sei am 14. April 1374 gestorben, widerlegte dies die Ludwig-Maximilians-Universität München 2006. Der 14. April sei lediglich der Tag seines selbstgestifteten Anniversars.

## Schriften

### Werkausgaben
- Druck von Johann Bäumler. Augsburg 1481 (Trustees of British Museum, London).
- Conradus von Megenberg: Naturbuch, von nutz, eigenschafft, wunderwirckung und Gebrauch aller Geschoepff, Element vnd Creaturn, Dem menschen zu gut beschaffen: nit allein den aertzten vnd kunstliebern, Sonder einem ieden Hauszvatter in seinem hause nützlich und lustig zu haben zu lesen und zu wissen. Gedruckt von Christian Egenolff, Frankfurt am Main 1540.
- Staatsschriften des späteren Mittelalters 2,1: Die Werke des Konrad von Megenberg. Teil 1: Planctus ecclesiae in Germaniam. Herausgegeben von Richard Scholz = Staatsschriften des späteren Mittelalters 2,1: Leipzig 1941 (Monumenta Germaniae Historica, Digitalisat)
- Staatsschriften des späteren Mittelalters 2,4: Die Werke des Konrad von Megenberg. Teil 4: Monastik (Monastica). Herausgegeben von Sabine Krüger = Staatsschriften des späteren Mittelalters 2,4: Stuttgart 1941 (Monumenta Germaniae Historica, Digitalisat)
- Staatsschriften des späteren Mittelalters 3,1: Die Werke des Konrad von Megenberg (Fortsetzung) Ökonomik (Yconomica). Teil 1. Herausgegeben von Sabine Krüger. Stuttgart 1973 (Monumenta Germaniae Historica, Digitalisat)
- Staatsschriften des späteren Mittelalters 3,2: Die Werke des Konrad von Megenberg (Fortsetzung) Ökonomik (Yconomica). Teil 2. Herausgegeben von Sabine Krüger. Stuttgart 1977 (Monumenta Germaniae Historica, Digitalisat)
- Staatsschriften des späteren Mittelalters 3,3: Die Werke des Konrad von Megenberg (Fortsetzung) Ökonomik (Yconomica). Teil 3. Herausgegeben von Sabine Krüger. Stuttgart 1984 (Monumenta Germaniae Historica, Digitalisat)
- Francis B. Brévart: Konrad von Megenberg. Die deutsche Sphaera (= Altdeutsche Textbibliothek. Band 90). Max Niemeyer, Tübingen 1980, ISBN 3-484-20109-6.
- Francis B. Brévart: Konrad Heinfogel, Sphaera materialis. Text und Kommentar (= Göppinger Arbeiten zur Germanistik. Band 325). Kümmerle, Göppingen 1981, ISBN 3-87452-530-9.
- Georg Leidinger: Andreas von Regensburg. Sämtliche Werke (= Quellen und Erörterungen zur bayerischen und deutschen Geschichte. Neue Folge, Band 1). Aalen 1969. (Neudruck der Ausgabe München 1903; Auszug aus der Causa terre motus).
- Sabine Krüger: Krise der Zeit als Ursache der Pest? Der Traktat „De mortalite in Alemannia“ des Konrad von Megenberg. In: Festschrift für Hermann Heimpel zum 70. Geburtstag (=  Veröffentlichungen des Max-Planck-Instituts für Geschichte. Band 36/2). Göttingen 1972, S. 839–883 (mit Edition des Textes).

### Übersetzungen und Neuausgaben
- Das Buch der Natur von Konrad von Megenberg. Die erste Naturgeschichte in deutscher Sprache. Hrsg. von Franz Pfeiffer. Stuttgart 1862; Neudruck Hildesheim 1861 (1862); Neudruck Hildesheim 1962.
- Das Buch der Natur. Die erste Naturgeschichte in deutscher Sprache. In Neu-Hochdeutscher Sprache bearbeitet und mit Anmerkungen versehen von Hugo Schulz. Greifswald, Julius Abel 1897
- Konrads von Megenberg Traktat „De limitibus parochiarum civitatis Ratisbonensis“ – ein Beitrag zur Geschichte des Pfarrinstituts aus dem 14. Jahrhundert. Kritisch untersucht und hrsg. von Philipp Schneider. Pustet, Regensburg 1906.
- Klagelied der Kirche über Deutschland (Planctus ecclesiae in Germaniam). Bearbeitet und eingeleitet von Horst Kusch. Wissenschaftliche Buchgesellschaft, Darmstadt 1956. (lateinisch und deutsch)